# Marko Hietala
Marko Tapani Hietala (Tervo, 14 de janeiro de 1966), mais conhecido apenas como Marko Hietala e anteriormente como Marco Hietala é um cantor, baixista, compositor e produtor musical finlandês, mais conhecido como o antigo vocalista e baixista da banda de metal sinfônico Nightwish. Ele também canta e toca baixo em sua própria banda, Tarot, e lançou em 2019 seu primeiro álbum solo, Mustan Sydämen Rovio.

## Início da vida e carreira
Marko Hietala nasceu na cidade de Tervo e é o filho caçula da família Hietala. Ele morou em Tervo até seus quinze anos de idade, e depois se mudou para Kuopio a fim de estudar guitarra clássica, canto e teoria musical no ensino médio. Em 1984, ele e seu irmão, Zachary Hietala, formaram a banda de heavy metal Tarot sob o nome Purgatory. Em 1986 o Tarot recebeu um contrato para seu primeiro álbum, Spell of Iron, e embarcou em turnê para promovê-lo. Antes de se tornar um músico em tempo integral, Marko trabalhou como engenheiro de áudio, tanto ao vivo quanto em estúdio.
Marko se juntou ao Nightwish em 2001, quando Tuomas Holopainen e o empresário da banda o chamaram e disseram que haveria um lugar para ele no grupo como vocalista e baixista. Century Child foi seu primeiro álbum com o Nightwish, que sucedeu a saída do baixista anterior, Sami Vänskä. Hietala também já esteve envolvido com a banda Delain, que reúne muitos membros da comunidade gótica e sinfônica. Ele também fez uma participação no álbum Invitation do Altaria como backing vocal, e é um membro fixo das bandas Sinergy e Northern Kings.
Em relação ao Nightwish, após sua entrada na banda, muitas canções foram escritas no intuito de conter duetos entre ele e a vocalista feminina Tarja Turunen, como o cover de "The Phantom of the Opera", do álbum Century Child. Marko também teve maior destaque nas composições do grupo a partir do sexto álbum, Dark Passion Play, onde assumiu o papel de segundo compositor principal.
Em 12 de janeiro de 2021, anunciou sua saída da banda e sua aposentadoria da vida pública, alegando depressão crônica e desilusão com a indústria musical.

## Equipamento
Marko utiliza um baixo de quatro cordas, com afinação padrão (EADG) para músicas até o álbum Wishmaster, e afinação um tom abaixo (DGCF) para músicas do álbum Century Child em diante, sempre acompanhando a afinação do guitarrista Emppu Vuorinen.

## Influências
Suas maiores influências como baixista são Geezer Butler e Bob Daisley, enquanto Ronnie James Dio e Rob Halford são suas maiores influências como cantor. Ele também afirmou que ouve a uma grande variedade de música que vai desde "coisas bastante sensíveis até um monte de coisas pesadas", dizendo que ele "tende a absorver quase tudo", e que isso "de alguma forma acaba sendo usado" quando ele escreve sua própria música. Quando perguntando sobre qual era seu gosto musical no metal ou em outros gêneros, ele respondeu:
| “ | Qualquer coisa funciona pra mim se é bom o suficiente. Eu sou majoritariamente um metalhead, mas eu tenho esse respeito básico por qualquer gênero musical. Escrever e ouvir música seria obsoleto se eu não pudesse tirar influências de outros estilos. | ” |

## Vida pessoal

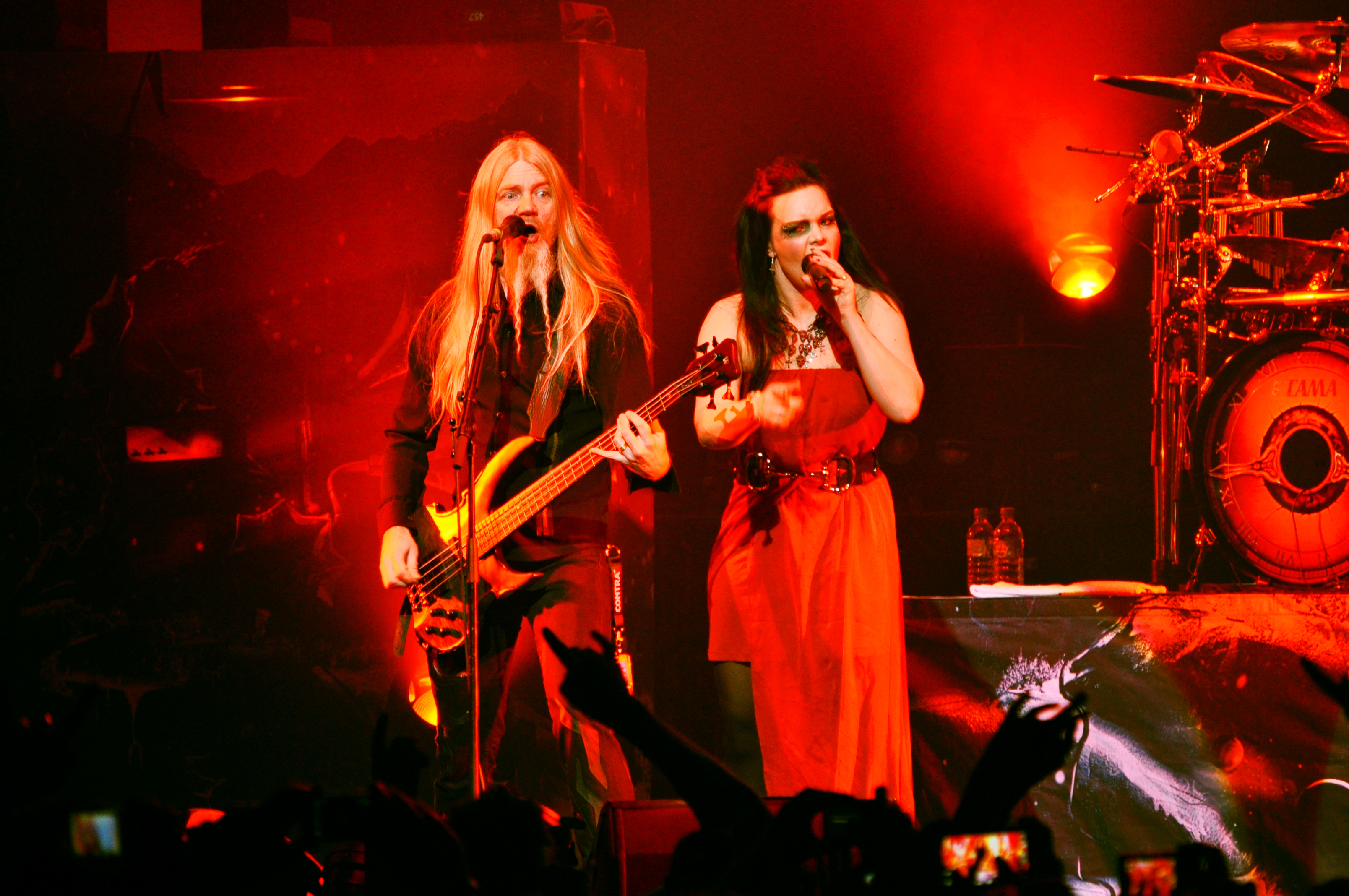
Marco Hietala (Nightwish), Nantes en 2012

Marko e sua ex-esposa Manki tiveram dois filhos, os gêmeos Antto e Miro. A família morava em Kuopio, Finlândia. A revista finlandesa Seiska noticiou que Marko e Manki se divorciaram em 6 de maio de 2016, após dois meses já separados, uma vez que Marko já se relacionava com outra mulher.
Marko casou-se em janeiro de 2019 com a brasileira Camila, em cerimônia realizada na cidade de Curitiba.
Quando ele não está viajando em turnês, gosta de ler livros, jogar videogames e assistir a filmes. Ele particularmente gosta de livros de fantasia, terror e ficção científica, como descrito no website oficial do Nightwish.

## Discografia
| - Mustan Sydämen Rovio (2019; relançado em inglês como Pyre of the Black Heart em 2020) - Spell of Iron (1986) - Follow Me Into Madness (1988) - To Live Forever (1993)[A] - Stigmata (1995)[A] - For the Glory of Nothing (1998)[A] - Suffer Our Pleasures (2003)[A] - Crows Fly Black (2006)[A] - Gravity of Light (2010)[A] - The Spell of Iron MMXI (2011) | - To Hell and Back (2000) - Suicide by My Side (2002) - Century Child (2002) - Once (2004) - Dark Passion Play (2007) - Imaginaerum (2011)[A] - Endless Forms Most Beautiful (2015) - Human. :II: Nature. (2020) - Reborn (2007) - Rethroned (2008) |

### Participações
| Ano  | Artista                             | Álbum                                       | Faixa                                                   |
| ---- | ----------------------------------- | ------------------------------------------- | ------------------------------------------------------- |
| 1990 | Warmath                             | Gehenna[A]                                  | (Múltiplas faixas)                                      |
| 1991 | Warmath                             | Damnation Play[B]                           | (Múltiplas faixas)                                      |
| 1999 | To/Die/For                          | All Eternity                                | (Múltiplas faixas)                                      |
| 1999 | Conquest                            | Worlds Apart[A]                             | (Múltiplas faixas)                                      |
| 2000 | Conquest                            | Slave to the Power: The Iron Maiden Tribute | "The Evil That Men Do"                                  |
| 2001 | Gandalf                             | Rock Hell                                   | (Múltiplas faixas)                                      |
| 2001 | To/Die/For                          | Epilogue                                    | (Múltiplas faixas)                                      |
| 2002 | Dreamtale                           | Beyond Reality                              | "Heart's Desire" "Where the Rainbow Ends"               |
| 2002 | Virtuocity                          | Secret Visions                              | "Eye for an Eye" "Speed of Light"                       |
| 2003 | Aina                                | Days of Rising Doom                         | (Múltiplas faixas)                                      |
| 2003 | Altaria                             | Invitation                                  | (Múltiplas faixas)                                      |
| 2003 | Charon                              | The Dying Daylights                         | (Múltiplas faixas)                                      |
| 2003 | Evemaster                           | Wither                                      | "Wings of Darkness"                                     |
| 2003 | Amorphis                            | Far from the Sun[B]                         | (Múltiplas faixas)                                      |
| 2004 | Raskasta Joulua                     | Raskasta Joulua                             | (Múltiplas faixas)                                      |
| 2004 | Shade Empire                        | Sinthetic                                   | "Human Sculpture"                                       |
| 2004 | Timo Rautiainen & Trio Niskalaukaus | Kylmä tila                                  | "Älkää selvittäkö" "Samarialainen"                      |
| 2005 | Turmion Kätilöt                     | Niuva 20                                    | "Stormbringer"                                          |
| 2006 | Raskasta Joulua                     | Raskaampaa Joulua                           | (Múltiplas faixas)                                      |
| 2006 | Amorphis                            | Eclipse[A]                                  | (Múltiplas faixas)                                      |
| 2006 | Defuse                              | Defuse                                      | "DIB"                                                   |
| 2006 | After Forever                       | Mea Culpa                                   | "Face Your Demons"                                      |
| 2006 | Delain                              | Lucidity                                    | (Múltiplas faixas)                                      |
| 2006 | Eternal Tears of Sorrow             | Before the Bleeding Sun                     | (Múltiplas faixas)                                      |
| 2006 | Stoner Kings                        | Fuck the World                              | (Múltiplas faixas)                                      |
| 2006 | Verjnuarmu                          | Muanpiällinen Helevetti                     | (Múltiplas faixas)                                      |
| 2007 | Amorphis                            | Silent Waters[A]                            | (Múltiplas faixas)                                      |
| 2007 | Nuclear Blast All-Stars             | Nuclear Blast All-Stars: Into the Light     | "Inner Sanctuary"                                       |
| 2007 | Machine Men                         | Circus of Fools                             | "The Cardinal Point"                                    |
| 2008 | Ebony Ark                           | Decoder 2.0                                 | (Múltiplas faixas)                                      |
| 2009 | Sapattivuosi                        | Ihmisen merkki                              | (Múltiplas faixas)                                      |
| 2009 | Amorphis                            | Skyforger[A]                                | (Múltiplas faixas)                                      |
| 2009 | Delain                              | April Rain                                  | "Control the Storm" "Nothing Left"                      |
| 2009 | Marenne                             | The Past Prelude                            | (Múltiplas faixas)                                      |
| 2009 | Elias Viljanen                      | Fire-Hearted                                | "Last Breath of Love"                                   |
| 2009 | Turmion Kätilöt                     | Lentävä KalPan Ukko                         | (Múltiplas faixas)                                      |
| 2009 | Turmion Kätilöt                     | Verkko Heiluu                               | (Múltiplas faixas)                                      |
| 2010 | Erja Lyytinen                       | Voracious Love                              | "Bed of Roses"                                          |
| 2011 | Grönholm                            | Silent Out Loud                             | "Vanity"                                                |
| 2011 | Amorphis                            | The Beginning of Times[B]                   | (Múltiplas faixas)                                      |
| 2012 | Delain                              | We Are the Others                           | "The Gathering" (ao vivo) "Control the Storm" (ao vivo) |
| 2013 | Raskasta Joulua                     | Raskasta Joulua                             | (Múltiplas faixas)                                      |
| 2013 | A2Z                                 | Parasites of Paradise                       | (Múltiplas faixas)                                      |
| 2013 | Ayreon                              | The Theory of Everything                    | (Múltiplas faixas)                                      |
| 2013 | Turmion Kätilöt                     | Technodiktator                              | "Jalopiina"                                             |
| 2013 | Nightwish                           | Showtime, Storytime[A]                      | (Múltiplas faixas)                                      |
| 2014 | Raskasta Joulua                     | Ragnarok Juletide                           | (Múltiplas faixas)                                      |
| 2014 | Raskasta Joulua                     | Raskasta Joulua 2                           | (Múltiplas faixas)                                      |
| 2014 | Delain                              | The Human Contradiction                     | "Your Body Is a Battleground" "Sing to Me"              |
| 2016 | Avantasia                           | Ghostlights                                 | "Master of the Pendulum"                                |

- A↑  Além de tocar nestes álbuns, Marko também atuou como engenheiro de áudio ou mixador.
- B↑  Marko participou dos referidos álbuns exclusivamente como engenheiro de áudio ou mixador.